# 世界蜘蛛名錄
世界蜘蛛名錄（World Spider Catalog，簡稱WSC）是一个关于蜘蛛分类学的在线可搜索数据库。其目的是列出所有已被接受的科、属和种，并提供相关分类文献。WSC于2000年由美国自然历史博物馆的諾曼·普拉特尼克创建，最初是一系列单独的网页。2014年普拉特尼克退休后，瑞士伯尔尼自然史博物馆接管了该目录，并将其转换为关系数据库。
截至2023年7月，列出了51244个已接受的物种。
蜘蛛目（Araneae）蜘蛛在所有動物的目中拥有第七多的物种。《世界蜘蛛目录》的存在使蜘蛛的分類研究擁有世上最大的分类數據庫，而且其在线列表会定期更新。该目录被誉为擁有「详尽的资源」，在蜘蛛分类学领域「促进了严谨的学术研究，提高了生产力」。

## 外部連結
- Archive of previous versions （页面存档备份，存于）